# 鎖鎌

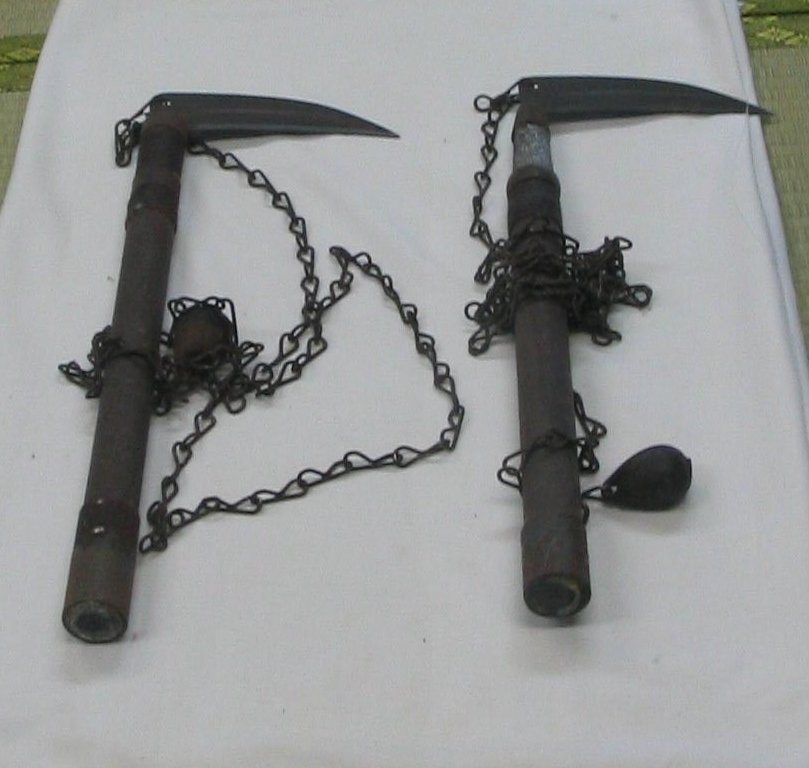
鎖鎌

鎖鎌（くさりがま，中譯尚有「鎖鐮」、「锁链」、「索连棍」）是在日本战国时期出现的一种改自農用鐮刀的武器，被忍者广泛使用。其一端带有一把镰刀，另一端有长长的铁链和一个重錘，甩出的重錘就算落空了，也有機會使鐵鏈纏捲敵人的肢體或武器，亦可以使用鐮刀砍殺。
但是这种武器似乎难以控制，许多忍者仍然喜欢用刀剑，战国结束后鎖鎌逐渐没落。

## 流派
専門流派
- 心鏡流
- 一心流（附屬於神道夢想流杖術）
  - 山田流鎖鎌術（附屬於不遷流柔術）
- 二刀神影流（創始於大正時代）
- 卜伝流（與柳剛流剣術併傳、伊勢的系統）
- 金輪流
- 正木流福原派　(與水鴎流併傳、正木流的一派)

流派内含有的武器術
- 正木流
- 荒木流
- 竹内流
- 渋川流
- 渋川一流
- 楊心流（薙刀術）
- 天道流
- 戸田派武甲流薙刀術
- 駒川改心流
- 柳生心眼流
- 直猶心流（直心影流薙刀術に併伝）
- 気楽流

## 二次創作
在一些二次創作作品中，以下角色以鎖鎌為武器。
- 《犬夜叉》：琥珀
- 《忍者外傳》：龍隼
- 《真·三國無雙》：贾诩、甘寧、陳宮
- 《戰國無雙》：服部半藏
- 《榮耀戰魂》: 忍者
- 《傑克武士》: Ashi
- 《真人快打1》: 蠍子